# فرودگاه بین‌المللی دل بونیتا/وت‌استون
فرودگاه بین‌المللی دل بونیتا/وت‌استون (به انگلیسی: Del Bonita/Whetstone International Airport) یک فرودگاه همگانی است که یک باند فرود چمن دارد و طول باند آن ۱۳۳۰ متر است. این فرودگاه در کشور کانادا قرار دارد و در ارتفاع ۱۳۲۲ متری از سطح دریا واقع شده‌است.